# Virus de la mosaïque du tabac
Tobamovirus tabaci
Pour les articles homonymes, voir TMV.
Espèce
Synonymes
- Tobacco mosaic virus (ICTV, 1971)

Le virus de la mosaïque du tabac (TMV, Tobacco mosaic virus), nom scientifique Tobamovirus tabaci, est une espèce de virus du genre Tobamovirus (famille des Virgaviridae) dont il est l'espèce-type. C'est le premier virus à avoir été découvert à la fin du XIXe siècle.
Ce phytovirus, à répartition cosmopolite, infecte de nombreuses espèces de plantes, en particulier le tabac commun (Nicotiana tabacum) et les autres membres de la famille des Solanaceae chez lesquelles il provoque, entre autres, des symptômes de décoloration des feuilles sous forme de mosaïques ou de marbrures. C'est un virus à ARN à simple brin de sens positif qui est classé dans le groupe IV de la classification Baltimore. 
L’étude du virus de la mosaïque du tabac présente un grand intérêt en biologie fondamentale, dans la compréhension de la biologie des virus, l’étude des interactions hôtes-pathogènes, la biologie cellulaire. Il présente également un intérêt en biotechnologie, plus précisément dans l'accroissement de capacité des batteries,. Il est possible de l'observer en coloration négative avec une microscopie électronique. 

## Structure

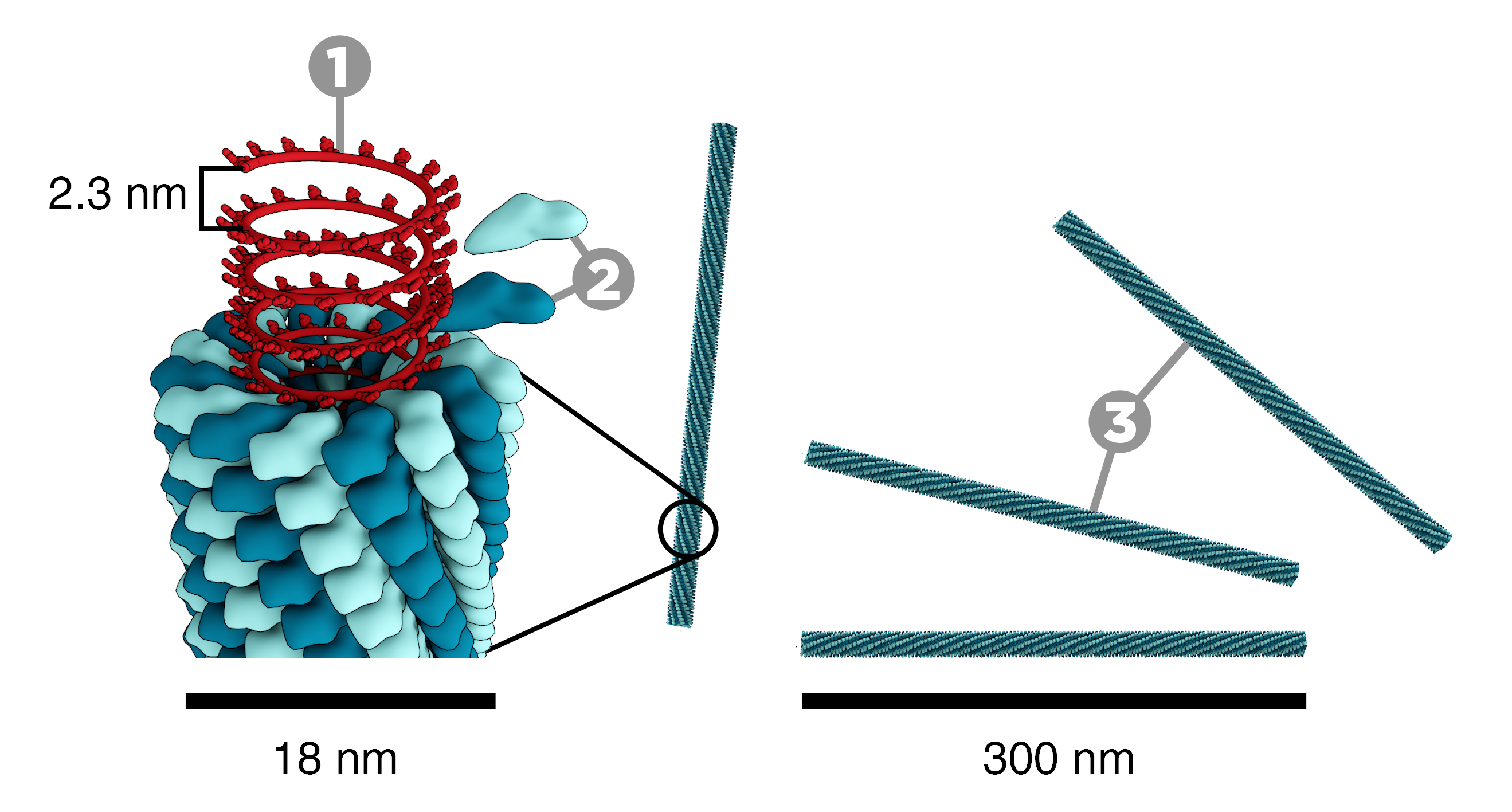
Structure schématique du TMV : 1. Acide nucléique (ARN), 2. Capsomère (protomère), 3. Capside.

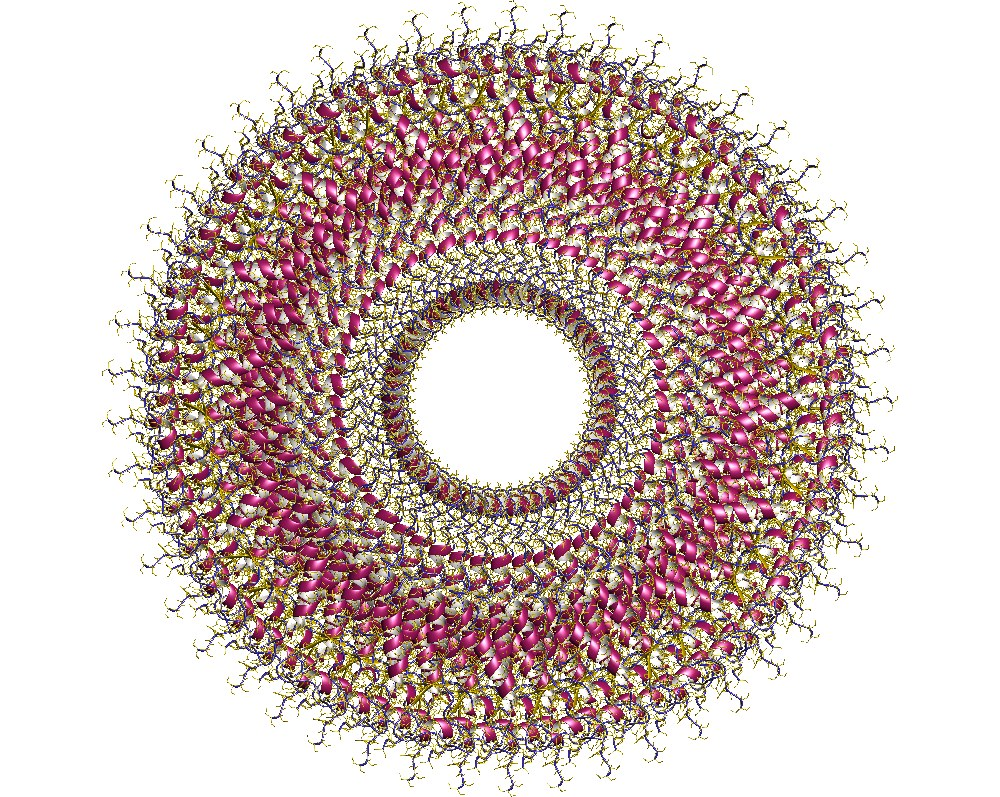
Protéine de capside du TMV, vue de dessus.

Le virion du TMV est une particule cylindrique, en forme de bâtonnet rigide à symétrie hélicoïdale, de 300 nm de long et de 18 nm de diamètre. La capside est formée de 2300 protéines de capside (capsomères), chaque capsomère étant formé d’un seul type de protéine, constituée de 158 acides aminés. L'ARN monocaténaire est enroulé en hélice à l'intérieur de cette capside, laissant un canal central vide de 4 nm  de diamètre, visible en microscopie électronique.
Ce virus possède un point d’inactivation thermique de 90° C, ce qui lui permet de résister à cette température pendant 10 minutes,.

## Génome

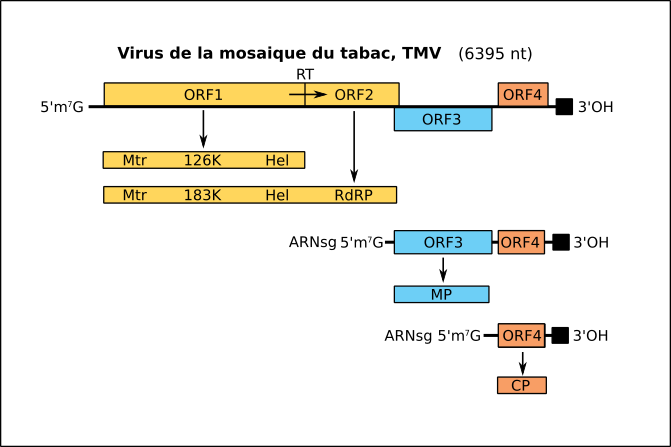
Génome du virus de la mosaïque du tabac.

Le génome du TMV est monopartite, constitué d'une molécule d'ARN linéaire à simple brin de polarité positive, qui compte 6395 nucléotides. Cet ARN code un nombre limité de protéines.
Il compte quatre cadres de lecture ouverts (ORF), dont deux, situés dans la région proximale 5' de l'ARN génomique, codent deux protéines co-initiées de 126 kDa et 183 kDa respectivement, considérées comme des composantes de la réplicase. La protéine de 183 kDa est générée par  la lecture du codon d'arrêt UAG de la protéine de 126 kDa.  
Les autres protéines sont produites au départ de deux ARN sous-génomiques, Ces ARN codent respectivement la protéine de mouvement (MP, 30 kDa), la  protéine de capside (CP), et une troisième protéine appelée 54 kDa.
Le génome est flanqué de séquences non codantes, avec à l'extrémité 5’ (5’NC) une coiffe nucléotidique méthylée (m7G5'pppG), et à l'extrémité 3’ (3’NC) une structure semblable à celle de l'ARN de transfert (ARNt) qui comporte cinq pseudo-nœuds,,.

## Plantes-hôtes
Le TMV a une gamme d'hôtes importante, puisqu'il peut infecter plus de 150 espèces de plantes, le plus souvent des herbacées dicotylédones, parmi lesquelles de nombreuses cultures de grande importance économique, notamment des plantes maraîchères et des plantes ornementales, ainsi que des adventices.
Les principales plantes-hôtes du TMV appartiennent aux familles des Solanaceae : tabac, tomate), poivron, aubergine, pomme de terre, des Fabaceae :  haricot, niébé, soja, mais aussi à d'autres familles : ciboule, ail, céleri, betterave, crucifères,.

## Symptômes

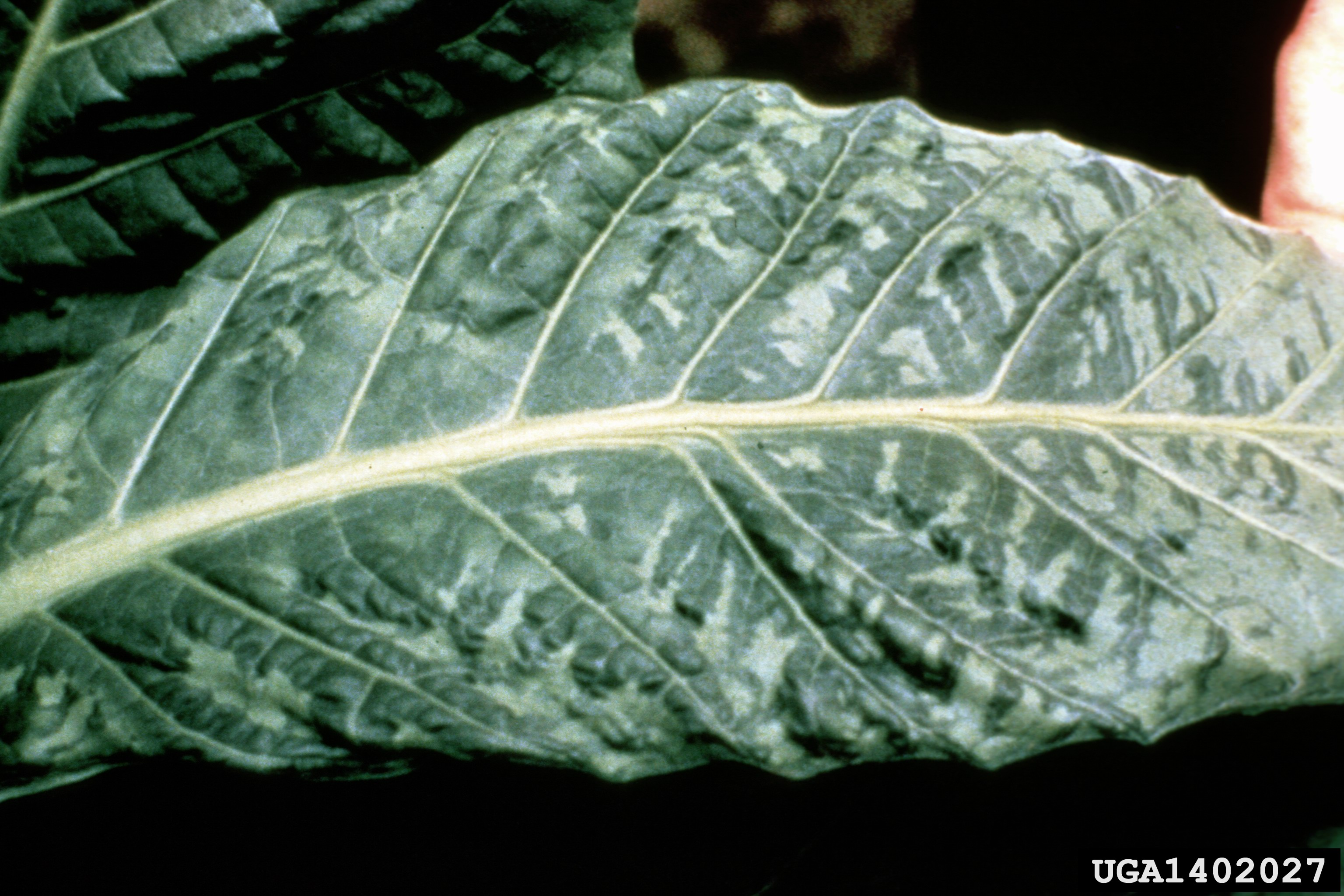
Feuille de tabac commun atteinte par la mosaïque du tabac.

Symptômes du TMV sur des feuilles d'orchidée.

Les symptômes induits par le virus de la mosaïque du tabac (TMV) varient selon la plante-hôte. Les feuilles s’éclaircissent et une mosaïque de vert apparaît à leur surface. Les folioles gaufrées deviennent filiformes avec un aspect brûlé et une tendance à s'enrouler. On peut observer aussi des symptômes de marbrure,  nécrose, rabougrissement, enroulement des feuilles, jaunissement des tissus. Les symptômes dépendent beaucoup de l'âge de la plante infectée, des conditions environnementales, de la souche virale et du patrimoine génétique de la plante-hôte. Certaines souches du TMV infectent également la tomate, causant divers symptômes, notamment sur les fruits : déformations, maturation retardée, couleur non uniforme, ainsi qu'une diminution du rendement.
Le virus est présent dans le sol, les débris végétaux, les semences et les eaux souterraines.

## Histoire
En 1892, Adolf Mayer, chimiste et biologiste allemand, décrit la maladie, qui touche depuis plusieurs années des plantations de tabac des environs de Wageningen (Suriname), et montre qu'elle est transmissible entre les plantes, de façon similaire aux infections bactériennes et que l'agent contaminant perd son pouvoir infectieux à une température de 70 °C. Dmitri Ivanovski, botaniste russe, montra la même année que la sève des plants de tabac malades contenait un agent infectieux qui n’était pas retenu par les filtres de la bougie de Chamberland; il pensait à l’époque qu’il s’agissait d’une toxine ou bien d’une très petite bactérie. C’est le chimiste néerlandais Martinus Beijerinck qui approfondit ces travaux en 1898. Il écarta l’hypothèse d'une toxine en montrant que la dilution n'affectait pas la contagiosité des plants infectés, et dénomma le phénomène Contagium vivum fluidum ou virus ; l'inefficacité de la dilution pour empêcher les contaminations n'est cependant acceptée définitivement qu'en 1915 après les travaux de Harry Allard. Ivanovski montre également que le virus ne peut se multiplier sans infecter la plante. La transmission du VMT par les pucerons est proposée dès 1914. Les premières mutations du VMT, également les premières mutations observées chez un organisme ou virus, sont décrites au tournant des années 1920-1930 par Harold McKinney et James Jensen. En 1936, Wendell Meredith Stanley en fait le premier virus cristallisé sous forme de cristaux protéiques et étudié par diffraction aux rayons X, ce qui permet de montrer qu'il est composé à la fois de protéines et d'ARN,. Le phénomène d'immunité croisée est observé à la même époque pour la première fois chez les plantes face à des infections aux différents variants du VMT; en parallèle Helen Purdy Beale (en) parvient à produire des anticorps spécifiques au VMT en injectant de la sève infectée à des lapins. En 1939, il est l'un des tout premiers virus à être observés au microscope électronique. C'est Rosalind Elsie Franklin qui en 1953 montra que ce virus ne possède qu'un brin, elle en détermina aussi l'emplacement. Le premier OGM résistant à un virus a été également un plant de tabac résistant au TMV.

## Liste des non-classés
Selon NCBI (1 janvier 2021) :
- Tobacco mosaic virus (vulgare) ;
- Tobacco mosaic virus strain 06 ;
- Tobacco mosaic virus strain B395A ;
- Tobacco mosaic virus strain Dahlemense ;
- Tobacco mosaic virus strain ER ;
- Tobacco mosaic virus strain HR ;
- Tobacco mosaic virus strain Kokubu ;
- Tobacco mosaic virus strain Korean ;
- Tobacco mosaic virus strain OM ;
- Tobacco mosaic virus strain Ohio V ;
- Tobacco mosaic virus strain Rakkyo ;
- Tobacco mosaic virus strain tomato/L.

## Importance économique
Le TMV peut entraîner des pertes de rendement importantes dans les cultures de tabac, de tomate et de poivron et piment dans le monde. 
Dans le cas du piment et du poivron (capsicum annuum), des réductions de rendement allant jusqu'à 90 % ont été estimées, imputables au TMV en association avec d'autres virus. Chez la tomate, des pertes allant jusqu'à 34 % ont été produites expérimentalement.
Les cultures d'aubergine semblent moins affectées.
En cas d'infection précoce par le TMV,  les jeunes plants de tabac en pépinière ou en plein champ peuvent être atteints. Si un pourcentage élevé de plantes sont infectées au moment de la transplantation ou peu de temps après, cela peut entraîner une baisse de rendement allant jusqu'à 50 %. Les attaques tardives au champ ne sont pas rares et peuvent abîmer les feuilles moyennes et sommitales.
Toutefois, dans les pays industrialisés, grâce à l'utilisation de variétés résistantes, l'importance du TMV n'est plus que sporadique.

## Applications
Les virus végétaux peuvent être utilisés pour concevoir des vecteurs viraux, outils couramment utilisés en biologie moléculaire pour introduire du matériel génétique dans une cellule végétale ; ils sont également des sources de biomatériaux et de dispositifs nanotechnologiques,.
Les vecteurs viraux basés sur le TMV incluent ceux des technologies d'expression végétale TRBO et magnICON,,.
En raison de sa forme cylindrique, de son ratio hauteur/largeur élevé, de sa capacité d'auto-assemblage et d'incorporation de revêtements métalliques (nickel et cobalt) dans la capside,  le TMV est un candidat idéal pour être incorporé dans des  électrodes de batterie. 
L'ajout de TMV à une électrode de batterie augmente sensiblement la surface réactive, ce qui peut permettre une augmentation de la capacité de la batterie allant jusqu'à six fois celle obtenue avec  une géométrie d'électrode planaire,

## Nom
On cite généralement le nom de la protéine (Acetylseryltyrosylseryliso...serine) du virus de la mosaïque du tabac, souche dahlemense, comme le plus long mot publié en langue anglaise, avec 1 185 lettres, : il est présent dans des publications américaines de 1964 et 1966.